# Rumänische Badmintonmeisterschaft 2016/17
Die Rumänische Badmintonmeisterschaft der Saison 2016/17 fand vom 25. bis zum 27. November 2016 in Timișoara statt.

## Titelträger
| Disziplin    | Sieger                                     |
| ------------ | ------------------------------------------ |
| Herreneinzel | Collins Valentine Filimon                  |
| Dameneinzel  | Sonia Olariu                               |
| Herrendoppel | Daniel Cojocaru Robert Ciobotaru           |
| Damendoppel  | Florentina Constantinescu Alexandra Milon  |
| Mixed        | Robert Ciobotaru Florentina Constantinescu |